# E52 (trasa europejska)
E52 – trasa europejska biegnąca przez Francję, Niemcy i Austrię. Zaliczana do tras pośrednich wschód – zachód droga łączy Strasburg z Salzburgiem. Jej długość wynosi 554 km.

## Stary system numeracji
Do 1985 obowiązywał poprzedni system numeracji, według którego oznaczenie E52 dotyczyło trasy: V. Franca de Xira — (Elvas). Arteria E52 była wtedy zaliczana do kategorii „B”, w której znajdowały się trasy europejskie będące odgałęzieniami oraz łącznikami
.

### Drogi w ciągu dawnej E52
Lista dróg opracowana na podstawie materiału źródłowego
| Portugalia | - droga nr 10: autostrada – Setúbal - droga nr 5: Setúbal – Alcacer do Sal – droga nr 259 - droga nr 259: droga nr 5 – Ferreira do Alentejo - droga E52: Ferreira do Alentejo – Beja - droga nr 260: Beja – granica z Hiszpanią |
| Hiszpania  | droga nr 433: granica z Portugalią – Rosal de la Frontera – Aracena – droga nr 630 (Santa Olalla) |